# Вунсторф
Ву́нсторф (нем. Wunstorf) — город в Германии, в земле Нижняя Саксония.
Входит в состав района Ганновер. Население составляет 41 014 человек (на 31 декабря 2010 года). Занимает площадь 126 км². Официальный код — 03 2 41 021.
Город подразделяется на 14 городских районов.

## Население
| Год  | Население |
| ---- | --------- |
| 1990 | 37 674    |
| 1995 | 39 731    |
| 2000 | 41 056    |
| 2005 | 41 982    |
| 2010 | 41 134    |

## Фотографии

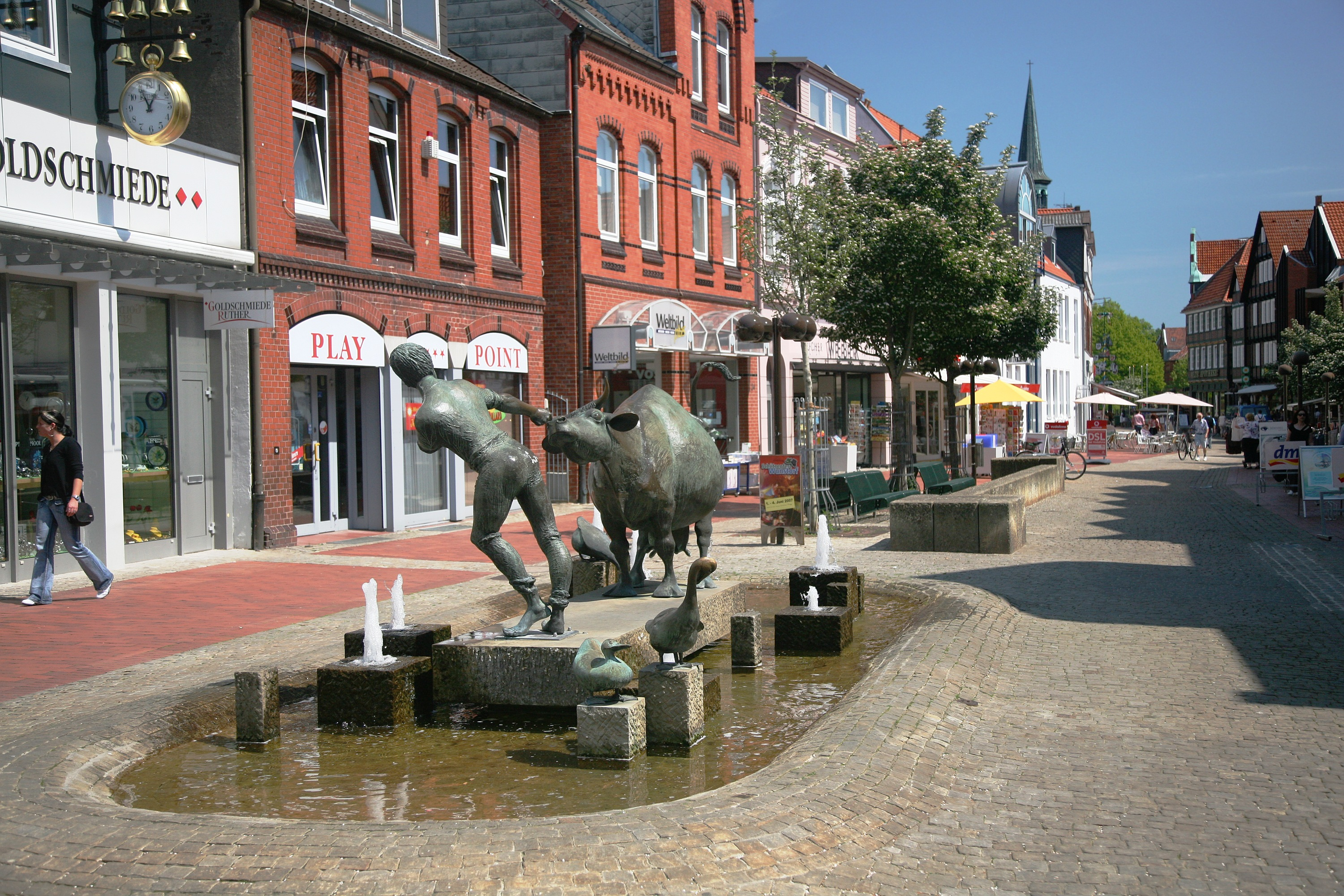
Пешеходная зона
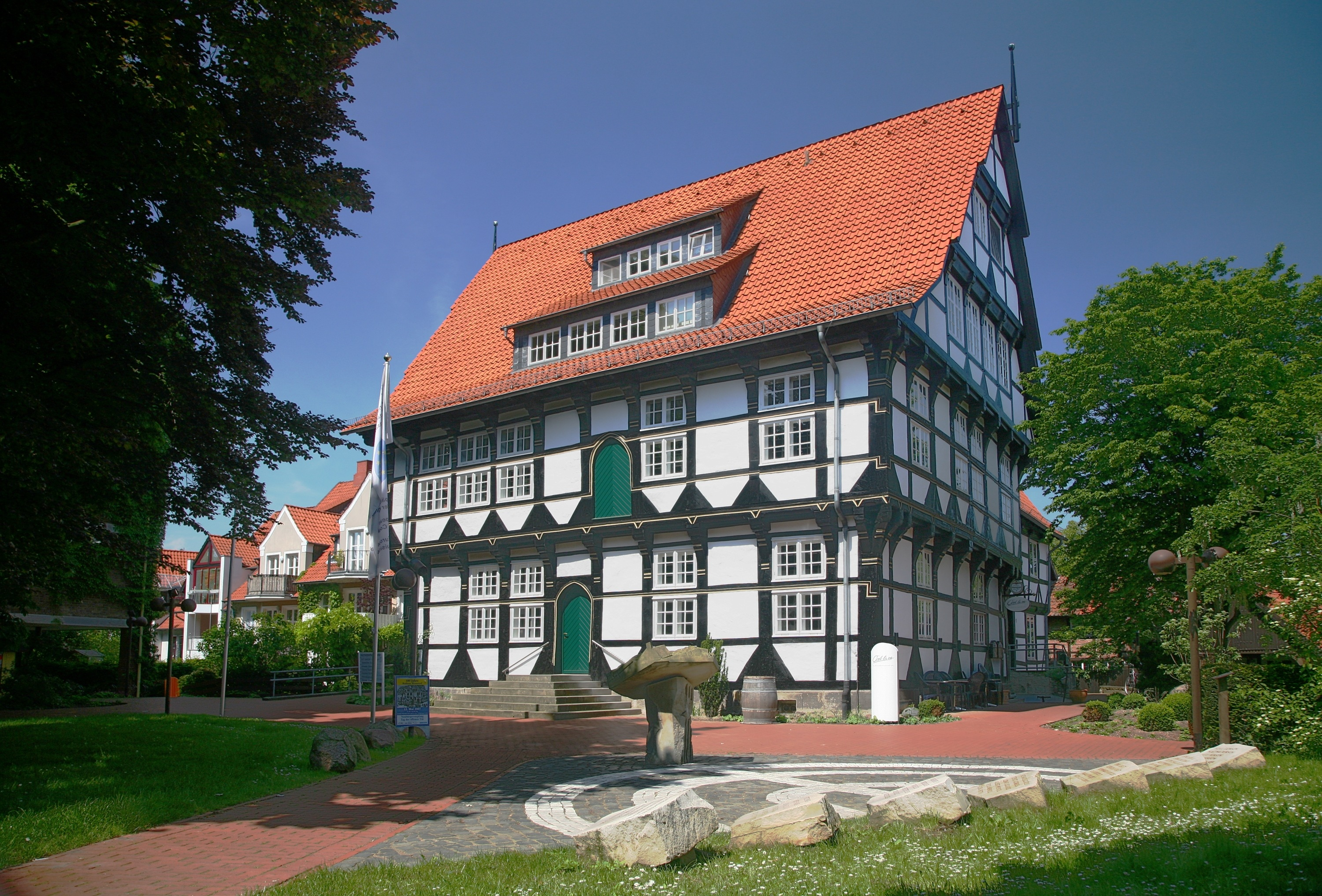
Городская библиотека
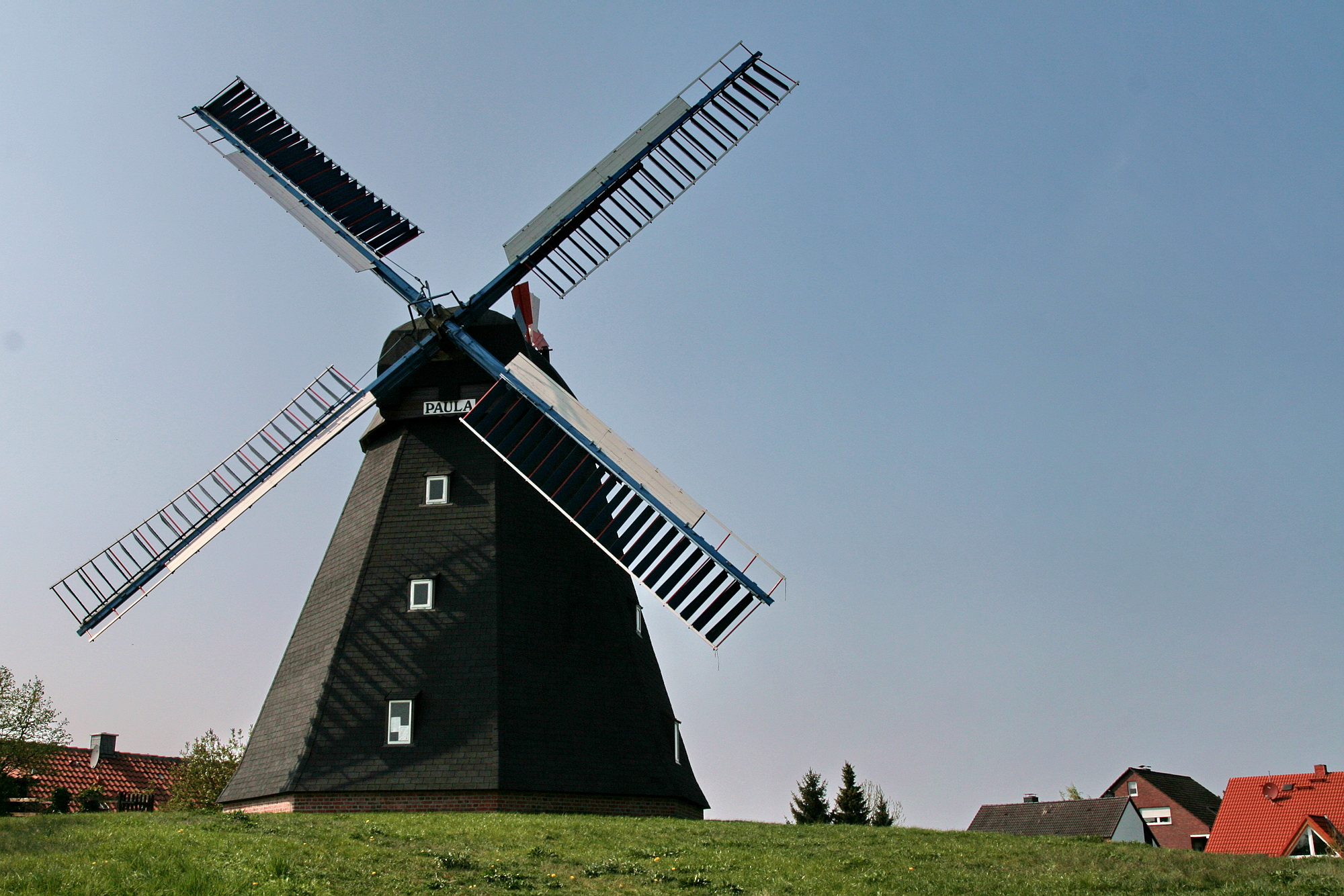
Мельница Паула
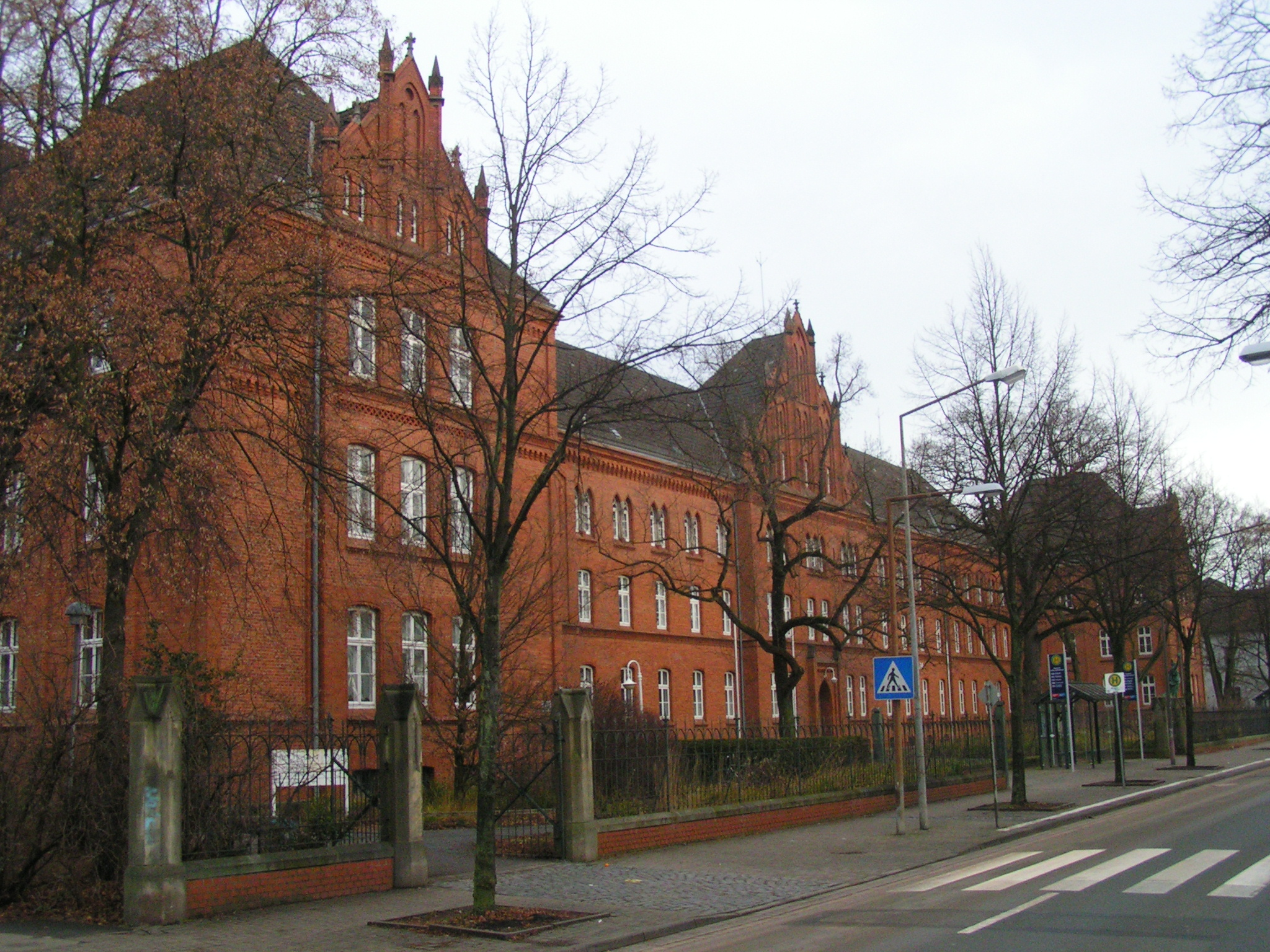
Гимназия
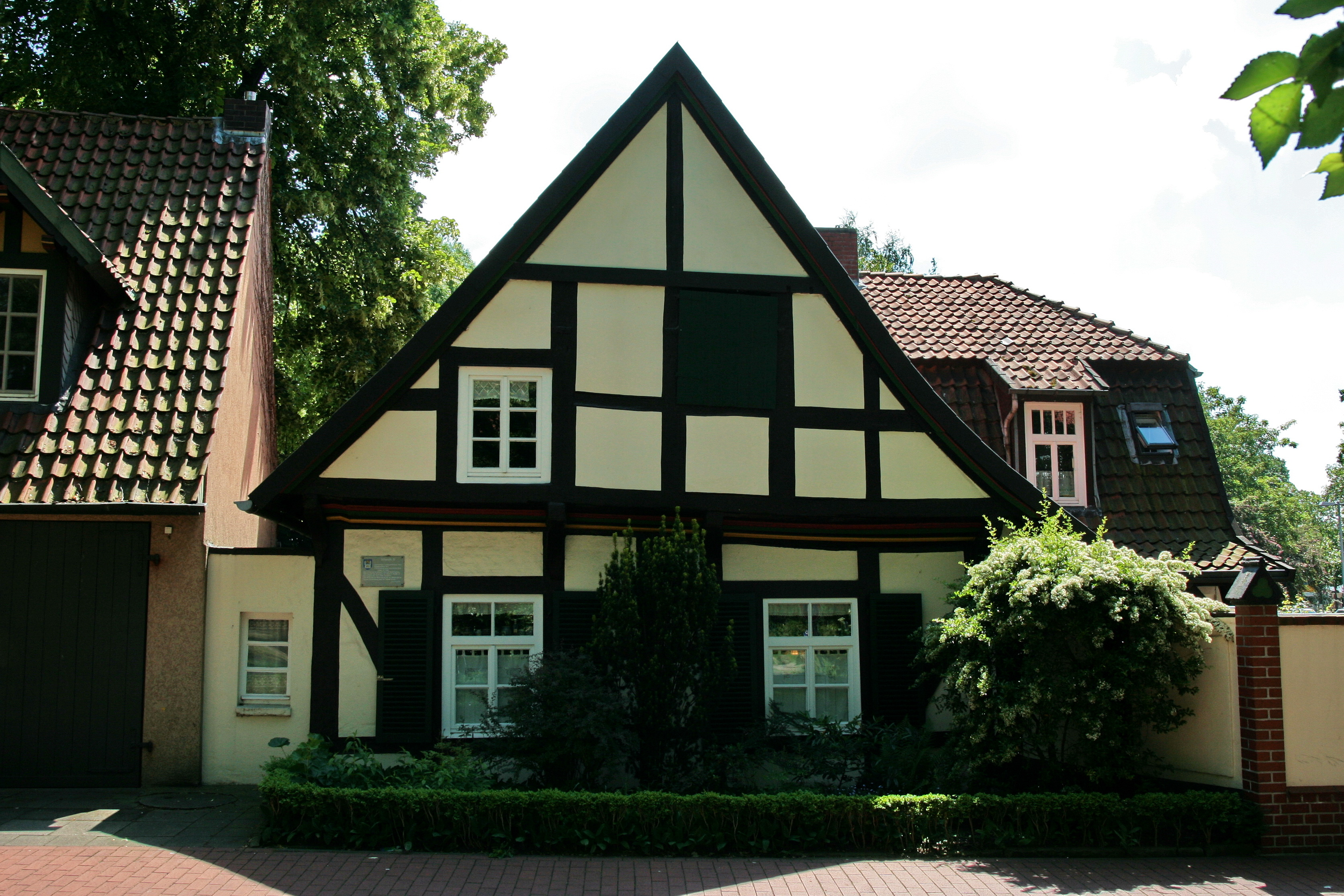
Здание 1530 года постройки